# Kabriolett

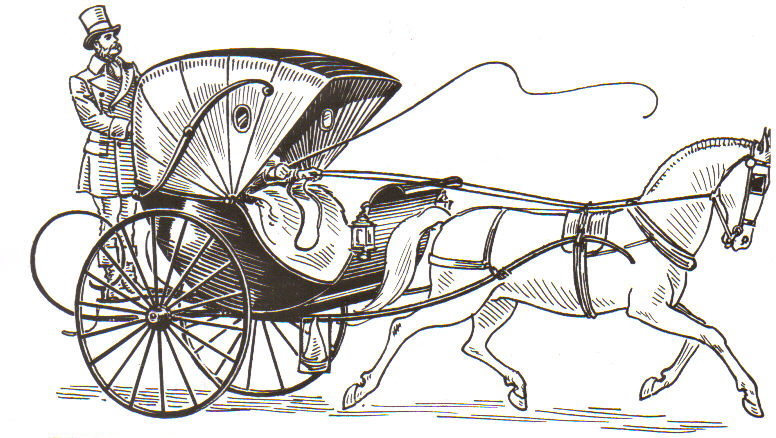
Cabriolet

Ein Kabriolett (vom französischen cabriolet) ist eine leichte einspännige Kutsche mit nur zwei Rädern. Bei Postkutschen wurde die vordere Abteilung mit nur einer Sitzreihe Kabriolett genannt.
Der Begriff ging dann über auf die leichten, oben offenen Kraftfahrzeuge und veraltete allmählich. Heute nennt man diese Art von Kraftfahrzeug Cabriolet.
Die umgekehrte Entwicklung der Schreibweise findet sich im Normenwerk des Deutschen Instituts für Normung (DIN e. V.). In der Schreibweise „Cabriolet“ war der Begriff in der deutschen Norm DIN 70011 vom März 1959 definiert und musste ein zurücklegbares oder versenkbares Klappverdeck mit oberer und seitlicher Fensterabdichtung haben. Im April 1978 wurde diese Norm in überarbeiteter Form in DIN 70010 aufgenommen. Dabei erhielt der Begriff die Schreibweise „Kabriolett“, das Klappverdeck wurde folgendermaßen definiert: Verdeck zurückklappbar (aufliegend oder versenkbar), optionale Überrollbügel wurden ausdrücklich erwähnt. Die Ausgabe vom Mai 1990 formulierte: Dach, fest oder flexibel mit mindestens zwei Positionen: geschlossen sowie geöffnet oder entfernt. Die aktuelle Ausgabe der Norm stammt vom März 2001.